# オータムカップ (笠松競馬)
オータムカップは岐阜県地方競馬組合が笠松競馬場で施行する地方競馬の重賞（SPII）競走である。正式名称は「スポーツニッポン杯 オータムカップ」、スポーツニッポン新聞社が優勝杯を提供している。

## 概要
1974年に笠松競馬場ダート1900mのサラブレッド系4歳（現3歳）以上の東海（愛知・笠松）所属馬限定のハンデキャップの準重賞競走「オータムカップ」として創設。
2001年からは準重賞から重賞（SPII）に格上げとなり、更に中央競馬のマイルチャンピオンシップのステップ競走の北陸・東海・近畿地区のブロック代表馬選定競走として、優勝馬は富士ステークス、スワンステークスのどちらかの競走に出走可能となり、更にこのどちらかの競走で上位2着までに入賞すると、マイルチャンピオンシップへ出走可能となり、並びに負担重量を「ハンデキャップ」から「馬齢」に変更された。
2003年から負担重量が「馬齢」から「別定」となり、またマイルチャンピオンシップのステップ競走から除外された。2004年から2018年、及び2020年以後はJBCクラシックの指定競走として行われている。
施行距離は現在はダート1900mで施行されているが、マイルチャンピオンシップのステップ競走であった2001年と2002年はダート1600mで施行された。
創設当初から2000年までは東海所属限定、重賞競走に格上げとなった2001年からは北陸・東海・近畿地区交流、2006年から2012年までは北陸・東海・近畿・中国地区交流、2013年以降は再び北陸・東海・近畿地区交流として行われている。馬齢はいずれもサラブレッド系3歳以上（2002年 - 2004年ではサラブレッド系3歳以上9歳以下）
2023年は、「創刊75周年記念スポーツニッポン杯 オータムカップ」の名称で施行。

### 条件・賞金（2024年）
出走資格
サラブレッド系3歳以上、北陸・東海・近畿所属
- 東海所属は前年9月26日から本年9月27日の間に東海所属として出走歴があり、本年9月27日時点でB級以上の馬。
- 他地区所属は前年9月26日から本年同日の間に自場所属として出走歴がある馬。
- 出走枠は他地区所属4頭以下、東海地区8頭以上（笠松所属4頭以上、名古屋所属4頭以下）。

負担重量
別定。3歳55kg、4歳以上57kg、牝馬2kg減。
賞金額
1着400万円、2着140万円、3着80万円、4着40万円、5着20万円、着外4万円。
副賞
スポーツニッポン新聞社賞　全国公営競馬主催者協議会会長賞。

## 歴史
- 1974年 - 笠松競馬場のダート1900mのサラブレッド系4歳（現3歳）以上の東海所属馬限定のハンデキャップの準重賞競走「オータムカップ」として創設。
- 2001年
  - 施行距離をダート1600mに変更。
  - 馬齢表示の国際基準への変更及びこの年から北陸・東海・近畿地区交流競走として施行。それらに伴い、出走条件を「サラブレッド系4歳以上の東海所属馬」から「サラブレッド系3歳以上の北陸・東海・近畿所属馬」に変更。
  - SPIIに格上げ。
  - 負担重量を「ハンデキャップ」から「馬齢」に変更。
  - マイルチャンピオンシップへのステップ競走に指定され、1着馬にマイルチャンピオンシップトライアルへの出走権が付与される様になる。
- 2002年 - 出走条件を「サラブレッド系3歳以上の北陸・東海・近畿所属馬」から「サラブレッド系3歳以上9歳以下の北陸・東海・近畿所属馬」に変更（10歳以上の競走馬が出走不可となる）。
- 2003年
  - 施行距離をダート1900mに戻す。
  - 負担重量を「馬齢」から「別定」に変更。
  - マイルチャンピオンシップへのステップ競走から除外。
  - 笠松の伊藤強一が調教師として史上初の連覇。
- 2004年
  - JBC指定競走に指定（2018年まで）。
  - 当時、笠松所属の川原正一が騎手として史上初の連覇。
- 2005年 - 出走条件を「サラブレッド系3歳以上9歳以下の北陸・東海・近畿所属馬」から「サラブレッド系3歳以上の北陸・東海・近畿所属馬」に変更（10歳以上の競走馬が出走可能となる）。
- 2006年 - この年から北陸・東海・近畿・中国地区交流競走として施行され、出走条件を「サラブレッド系3歳以上の北陸・東海・近畿・中国所属馬」に変更。
- 2011年 - 9月21日に開催予定が、台風15号の影響により開催中止[3]。
- 2013年 - 福山競馬場の廃止により中国地区に競馬場がなくなったため、再び出走条件を「サラブレッド系3歳以上の北陸・東海・近畿所属馬」に変更。笠松の伊藤強一が調教師として自身2度目の連覇。
- 2018年 - 「スポーツニッポン創刊70周年記念杯」の名を冠して施行。
- 2019年 - 施行時期を9月から10月に変更。
- 2022年 - HITスタリオンシリーズから外れる。
- 2023年 - 「創刊75周年記念スポーツニッポン杯 オータムカップ」の名称で施行。

### 歴代優勝馬
| 回数   | 施行年月日     | 優勝馬             | 性齢     | 所属     | タイム   | 優勝騎手   | 管理調教師 | 馬主                      |
| ------ | -------------- | ------------------ | -------- | -------- | -------- | ---------- | ---------- | ------------------------- |
| 第28回 | 2001年9月11日  | ダイコクテイオー   | 牡6      | 笠松     | 1:40.1   | 東川公則   | 後藤保     | 柴田浩二                  |
| 第29回 | 2002年9月24日  | マルカバリー       | 騸7      | 笠松     | 1:40.8   | 安藤勝己   | 伊藤強一   | 河長産業（株）            |
| 第30回 | 2003年9月17日  | エイシンオニオンタ | 牡6      | 笠松     | 2:04.9   | 川原正一   | 伊藤強一   | 木村都                    |
| 第31回 | 2004年9月17日  | ミツアキサイレンス | 牡7      | 笠松     | 2:05.0   | 川原正一   | 粟津豊彦   | 山本光明                  |
| 第32回 | 2005年9月20日  | ニューシーストリー | 牡4      | 兵庫     | 2:03.6   | 永島太郎   | 尾原強     | 金須弘                    |
| 第33回 | 2006年9月13日  | レッドストーン     | 牡4      | 愛知     | 2:04.3   | 倉地学     | 角田輝也   | 後藤繁樹                  |
| 第34回 | 2007年9月11日  | ティアマット       | 牡4      | 笠松     | 2:07.1   | 東川公則   | 田口輝彦   | 冨士野年恭                |
| 第35回 | 2008年9月24日  | マヤノオスカー     | 牡8      | 金沢     | 2:03.6   | 吉原寛人   | 田嶋弘幸   | 田所英子                  |
| 第36回 | 2009年9月25日  | トミノダンディ     | 牡5      | 笠松     | 2:04.3   | 東川公則   | 藤田正治   | 冨藤敏男                  |
| 第37回 | 2010年9月24日  | ヒシウォーシイ     | 牡5      | 愛知     | 2:02.5   | 岡部誠     | 川西毅     | 竹内三年                  |
| 第38回 | 2011年9月21日  | 開催中止           | 開催中止 | 開催中止 | 開催中止 | 開催中止   | 開催中止   | 開催中止                  |
| 第39回 | 2012年9月14日  | エーシングレーソロ | 牡7      | 笠松     | 2:00.5   | 岡部誠     | 伊藤強一   | 平井豊光                  |
| 第40回 | 2013年9月27日  | ドリームマジシャン | 牡6      | 笠松     | 2:02.0   | 尾島徹     | 伊藤強一   | 山下定良                  |
| 第41回 | 2014年9月25日  | ノゾミダイヤ       | 牡3      | 愛知     | 2:02.1   | 大畑雅章   | 錦見勇夫   | 鈴置正文                  |
| 第42回 | 2015年9月17日  | マヤノクレド       | 牡7      | 愛知     | 2:02.6   | 今井貴大   | 川西毅     | 田所英子                  |
| 第43回 | 2016年9月28日  | サウスウインド     | 騸5      | 兵庫     | 2:02.1   | 赤岡修次   | 山口浩幸   | 山上和良                  |
| 第44回 | 2017年9月15日  | ウインオベロン     | 牡5      | 兵庫     | 2:04.2   | 吉原寛人   | 盛本信春   | 坂本浩一                  |
| 第45回 | 2018年9月20日  | メモリージルバ     | 牡9      | 愛知     | 2:01.4   | 友森翔太郎 | 塚田隆男   | （株）シンザンクラブ      |
| 第46回 | 2019年10月24日 | ウインハピネス     | 牡4      | 笠松     | 2:01.2   | 岡部誠     | 尾島徹     | （株）ウイン              |
| 第47回 | 2020年10月9日  | シャドウチェイサー | 騸8      | 笠松     | 2:04.6   | 向山牧     | 川嶋弘吉   | 飯塚知一                  |
| 第48回 | 2021年10月7日  | テーオーエナジー   | 牡6      | 兵庫     | 2:03.1   | 田中学     | 橋本忠明   | 小笹公也                  |
| 第49回 | 2022年10月6日  | ロッキーブレイヴ   | 牡4      | 愛知     | 2:06.3   | 岡部誠     | 竹下直人   | （株）ファーストビジョン  |
| 第50回 | 2023年9月28日  | トランスナショナル | 騸7      | 金沢     | 2:03.5   | 松戸政也   | 井樋一也   | 楊明翰                    |
| 第51回 | 2024年10月10日 | キャッシュブリッツ | 牡3      | 笠松     | 2:05.1   | 渡邊竜也   | 笹野博司   | (有) コスモヴューファーム |

※重賞競走として施行された2001年以降とする。

#### 各回競走結果の出典
- オータムカップ 歴代優勝馬 - 地方競馬全国協会
- JBISサーチ
  - 2001年、2002年、2003年、2004年、2005年、2006年、2007年、2008年、2009年、2010年、2012年、2013年、2014年、2015年、2016年、2017年、2018年、2019年、2020年、2021年、2022年、2023年、2024年